# Komitat Temes
Komitat Temes (węg.: Temes vármegye, niem.: Komitat Temes lub Temesch) – jednostka administracyjna w południowej części byłego Królestwa Węgier. Terytorium komitatu leży obecnie w północno-wschodniej Serbii i zachodniej części Rumunii. 

## Warunki geograficzne
Terytorium komitatu Temes w 1918 roku charakteryzowało się dużą rozciągłością w kierunku północ-południe i niewielką w kierunku wschód-zachód. Większą jego część zajmowała Wielka Nizina Węgierska, a na wschodzie występowały przedgórza. Równinny teren komitatu przecinały liczne rzeki, z których największe to Béga, Karas i Temesz. Występowały tu również tereny bagienne.
Komitat graniczył na północy z komitatem Arad, na wschodzie z komitatem Krassó-Szörény, na południu z Serbią, a na zachodzie z komitatem Torontál.

## Historia
Komitat został utworzony przez króla Stefana I w okresie tworzenia państwa i systemu komitatów, a jego stolicą został Temeszwar. Był jedną z najlepiej prosperujących prowincji południowych Węgier do czasu podbojów tureckich. Turcy zajęli go w XVI wieku i utworzyli nową jednostkę administracyjną - wilajet temeszwarski.
W XVIII wieku Banat dostał się pod panowanie Habsburgów. Wtedy też późniejszy komitat stał się częścią Banatu Temeszwarskiego, jednostki administracyjnej podległej bezpośrednio cesarzowi. Banat w 1779 roku został zlikwidowany, a komitat, w znacznie różniących się od średniowiecznych, granicach włączono do systemu komitatów Królestwa Węgier, przy czym jego przyszła, południowa część, wchodziła na razie w skład Pogranicza Wojskowego. 
W latach 1849–1860 komitat był zarządzany bezpośrednio z Wiednia. W 1876 roku dołączono do niego Fehértemplom wraz z okolicą, który należał wcześniej do komitatu Krassó-Szörény. W 1884 roku dokonano wymiany po jednej wsi z Krassó-Szörény: wieś Kusics trafiła do Temesu, a Daruvár do Krassó-Szörény, wreszcie w 1892 roku wieś Székelykeve przyłączono do komitatu Torontál. W 1910 roku powierzchnia komitatu wynosiła 7342 km², z czego w 1920 roku Rumunia otrzymała 5552 km², a resztę Królestwo Serbów, Chorwatów i Słoweńców.

## Demografia
W 1910 roku komitat miał 500 835 mieszkańców, z czego:

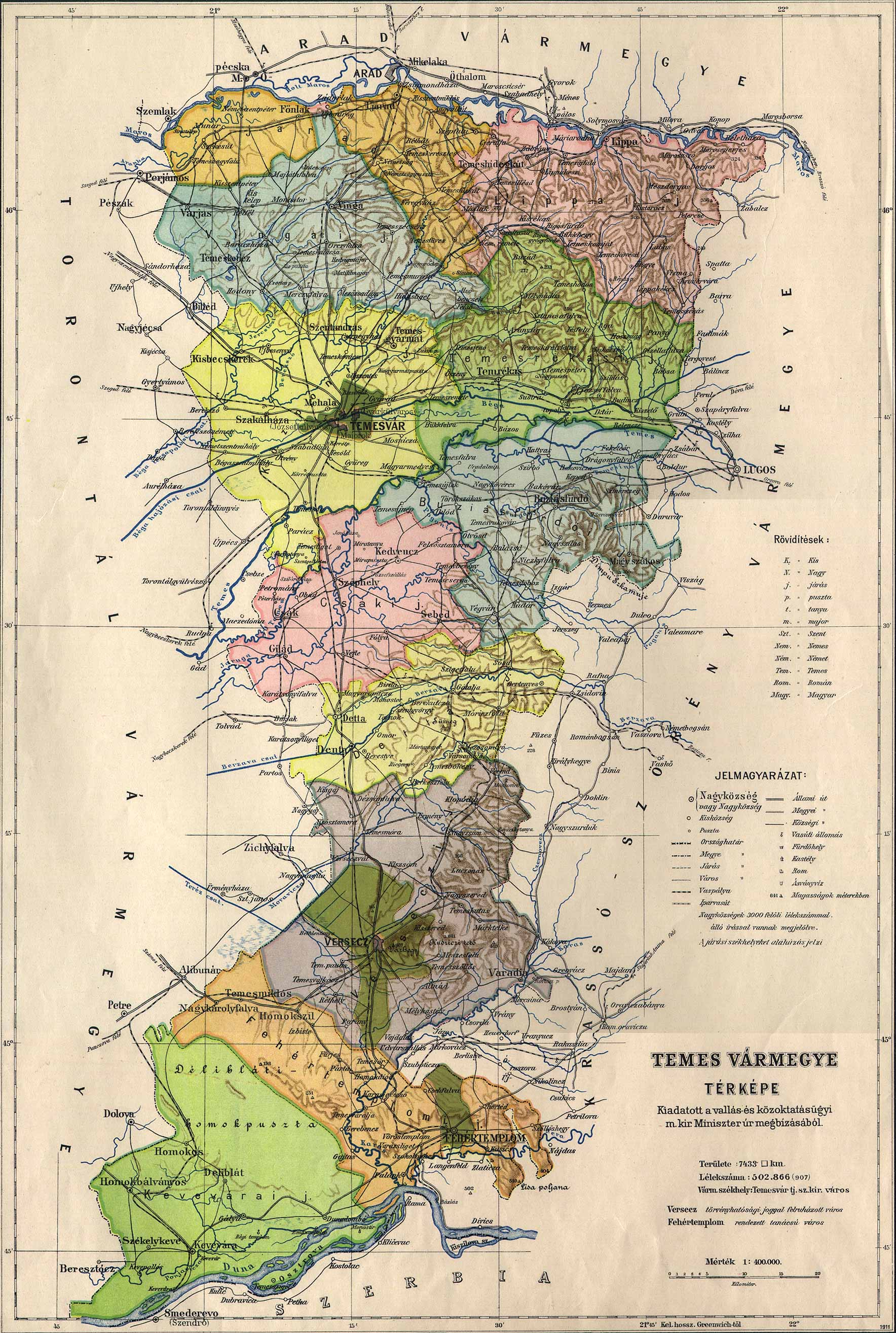
Mapa administracyjna komitatu Temes w 1910 roku

- 169 030 (33%) Rumunów
- 165 883 (33%) Niemców
- 79 960 (15%) Węgrów
- 69 905 (13%) Serbów
- 3080 Słowaków

## Podział administracyjny
Komitat Temes w 1910 roku był podzielony na 11 powiatów:
- powiat Buziásfürdő, siedziba Buziásfürdő
- powiat Csák, siedziba Csák
- powiat Detta, siedziba Detta
- powiat Fehértemplom, siedziba Fehértemplom (miasto komitackie – węg.: rendezett tanácsú város)
- powiat Kevevár, siedziba Kevevára
- powiat centralny (Központi járás), siedziba Temesvár (miasto na prawie municypalnym, węg.: törvényhatósági jógú város)
- powiat Lippa, siedziba Lippa
- powiat Temesrékás, siedziba Temesrékás
- powiat Újarad, siedziba Újarad
- powiat Versec, siedziba Versec (miasto na prawie municypalnym)
- powiat Vinga, siedziba Vinga